# Katechizm Poręczny
Katechizm Poręczny – audycja radiowa, emitowana była w niedziele od godziny 22:00 do 23:30 w Radiu Plus. Tematyka programu dotyczyła religii, moralności, a przede wszystkim rozumienia chrześcijaństwa i jego zasad w ujęciu rzymskokatolickim. Na pytania przysyłane przez słuchaczy drogą elektroniczną, bądź tradycyjnym listem, odpowiadał ks. Piotr Pawlukiewicz, a prezenter Paweł Krzemiński zapoznawał go z ich treścią, pilnując przy tym, aby odpowiedzi były wyczerpujące i bez jakichkolwiek wątpliwości. Odpowiedzi z "Katechizmu" bywały cytowane w katolickiej prasie.
Audycja była nadawana też w Radiu Józef, gdzie cieszyła się dużą popularnością. Od początku nadawania poza księdzem Pawlukiewiczem współprowadzili audycje różni prezenterzy. Ostatnia część "KP", dodana od 2011 roku, poświęcona była wolnej dyskusji między p. Pawłem, a ks. Piotrem, w której wymieniali zdania na wybrany wcześniej temat.